# 12286 Poiseuille
A 12286 Poiseuille (ideiglenes jelöléssel 1991 GY4) a Naprendszer kisbolygóövében található aszteroida. Eric Walter Elst fedezte fel 1991. április 8-án.